# KRTAP12-1
KRTAP12-1 (англ. Keratin associated protein 12-1) – білок, який кодується однойменним геном, розташованим у людей на довгому плечі 21-ї хромосоми. Довжина поліпептидного ланцюга білка становить 96 амінокислот, а молекулярна маса — 9 737.
| 10         |  | 20         |  | 30         |  | 40         |  | 50         |
| ---------- |  | ---------- |  | ---------- |  | ---------- |  | ---------- |
| MCHTSCSSGC |  | QPACCAPSPC |  | QASCYIPVGC |  | QSSVCVPVSF |  | KPAVCVPVRC |
| QSSVCVPVSC |  | RPVVYAAPSC |  | QSSGCCQPSC |  | TSVLCRPISC |  | STPSCC     |

A: Аланін

C: Цистеїн

F: Фенілаланін

G: Гліцин

H: Гістидин

I: Ізолейцин

K: Лізин

L: Лейцин

M: Метіонін

P: Пролін

Q: Глутамін

R: Аргінін

S: Серин

T: Треонін

V: Валін